# Campeonato Francês de Patinação Artística no Gelo de 2015
O Campeonato Francês de Patinação Artística no Gelo de 2015 foi a nonagésima nona edição do Campeonato Francês de Patinação Artística no Gelo, um evento anual de patinação artística no gelo onde os patinadores artísticos competem pelo título de campeão francês. A competição foi disputada entre os dias 17 de dezembro e 19 de dezembro de 2015, na cidade de Épinal, Grande Leste. 

## Eventos
- Individual masculino
- Individual feminino
- Duplas
- Dança no gelo

## Medalhistas
| Evento                        | Ouro                                  | Prata                               | Bronze                             |
| Individual masculino detalhes | Chafik Besseghier                     | Florent Amodio                      | Simon Hocquaux                     |
| Individual feminino detalhes  | Maé Bérénice Méité                    | Laurine Lecavelier                  | Alizée Crozet                      |
| Duplas detalhes               | Vanessa James Morgan Ciprès           | Camille Mendoza Pavel Kovalev       | nenhum outro competidor            |
| Dança no gelo detalhes        | Gabriella Papadakis Guillaume Cizeron | Lorenza Alessandrini Pierre Souquet | Péroline Ojardias Michael Bramante |
| Sincronizada detalhes         | Les Zoulous                           | Les Black Diam's                    | nenhum outro competidor            |

## Resultados

### Individual masculino
| Pos.              | Nome              | Pontos | PC         | PL         |
| ----------------- | ----------------- | ------ | ---------- | ---------- |
| Medalha de ouro   | Chafik Besseghier | 245.48 | 86.39 (1)  | 159.09 (1) |
| Medalha de prata  | Florent Amodio    | 206.68 | 78.36 (2)  | 128.32 (3) |
| Medalha de bronze | Simon Hocquaux    | 196.40 | 60.92 (4)  | 135.48 (2) |
| 4                 | Romain Ponsart    | 184.10 | 62.87 (3)  | 121.23 (4) |
| 5                 | Adrien Tesson     | 171.12 | 54.33 (6)  | 116.79 (5) |
| 6                 | Daniel Naurits    | 160.09 | 50.53 (7)  | 109.56 (6) |
| 7                 | Luc Economides    | 159.90 | 55.54 (5)  | 104.36 (8) |
| 8                 | Adam Siao Him Fa  | 149.75 | 44.49 (10) | 105.26 (7) |
| 9                 | Arthur Ribes      | 141.67 | 46.37 (9)  | 95.30 (9)  |
| 10                | Paul Arrateig     | 139.54 | 47.26 (8)  | 92.28 (10) |
| WD                | Kevin Aymoz       | —      | — (WD)     |            |

### Individual feminino
| Pos.              | Nome               | Pontos | PC        | PL         |
| ----------------- | ------------------ | ------ | --------- | ---------- |
| Medalha de ouro   | Maé-Bérénice Meité | 160.66 | 53.54 (2) | 107.12 (1) |
| Medalha de prata  | Laurine Lecavelier | 157.23 | 61.59 (1) | 95.64 (2)  |
| Medalha de bronze | Alizée Crozet      | 132.15 | 43.81 (4) | 88.34 (3)  |
| 4                 | Julie Froetscher   | 123.77 | 39.50 (5) | 84.27 (4)  |
| 5                 | Nadjma Mahamoud    | 116.63 | 45.69 (3) | 70.94 (6)  |
| 6                 | Heloise Pitot      | 109.49 | 37.36 (6) | 72.13 (5)  |
| 7                 | Melyna Decobert    | 100.73 | 34.70 (7) | 66.03 (7)  |
| WD                | Pauline Wanner     | —      | 30.50 (8) | — (WD)     |

### Duplas
| Pos.             | Nome                            | Pontos | PC        | PL         |
| ---------------- | ------------------------------- | ------ | --------- | ---------- |
| Medalha de ouro  | Vanessa James / Morgan Ciprès   | 198.76 | 68.13 (1) | 130.63 (1) |
| Medalha de prata | Camille Mendoza / Pavel Kovalev | 115.62 | 41.59 (2) | 74.03 (2)  |

### Dança no gelo
| Pos.              | Nome                                    | Pontos | PC        | PL         |
| ----------------- | --------------------------------------- | ------ | --------- | ---------- |
| Medalha de ouro   | Gabriella Papadakis / Guillaume Cizeron | 183.90 | 73.60 (1) | 110.30 (1) |
| Medalha de prata  | Lorenza Alessandrini / Pierre Souquet   | 129.85 | 49.28 (2) | 80.57 (2)  |
| Medalha de bronze | Péroline Ojardias / Michael Bramante    | 118.13 | 44.26 (3) | 73.87 (3)  |
| 4                 | Laureline Aubry / Kévin Bellingard      | 103.53 | 36.93 (4) | 66.60 (4)  |
| 5                 | Mathilde Dias / Jean Denis Sanchis      | 95.93  | 36.13 (5) | 59.80 (5)  |

### Patinação sincronizada
| Pos.             | Nome             | Pontos | PC        | PL        |
| ---------------- | ---------------- | ------ | --------- | --------- |
| Medalha de ouro  | Les Zoulous      | 146.11 | 49.11 (1) | 97.00 (1) |
| Medalha de prata | Les Black Diam'S | 94.16  | 33.39 (2) | 60.77 (2) |